# Luca Castiglia
Luca Castiglia (Ceva, 17 marzo 1989) è un calciatore italiano, centrocampista della Cairese.

## Caratteristiche tecniche
Gioca principalmente come regista di centrocampo dotato di una buona tecnica di base, possiede inoltre una buona visione di gioco ed è abile nel tiro dalla lunga distanza.

## Carriera
Cresce nelle giovanili del club dilettantistico della sua città di residenza, ovvero con la maglia della Carcarese, prima di essere tesserato dal settore giovanile del Torino nell'estate del 1998. Rimane con i granata per 7 stagioni, poi a seguito del fallimento del Torino, nell'estate del 2005, si trasferisce alla Juventus.
Esordisce in Serie A il 27 gennaio 2008 nella vittoria per 3-1 in trasferta contro il Livorno, conclude la stagione con 2 partite disputate. L'anno successivo esordisce nella fase a gironi di Champions League. 
La stagione successiva si trasferisce in prestito al Cesena, squadra di Serie B, ma, dopo aver giocato solamente 2 partite, a gennaio 2010 il prestito viene risolto, e si trasferisce, sempre in prestito, alla Reggiana in Prima Divisione. 
Gioca in terza serie anche l'anno successivo, con la maglia del Viareggio; con i toscani segna anche il suo primo gol in carriera tra i professionisti. Dopo un'ulteriore stagione in Prima Divisione, con la SPAL viene ceduto in compartecipazione al Vicenza. Segna la sua prima rete con i biancorossi il 17 novembre 2012 nella partita vinta 2-1 in casa contro il Novara. L'8 dicembre 2012 realizza la sua prima doppietta in serie cadetta, nella partita interna pareggiata 3-3 contro il Livorno. Totalizza a fine stagione 2 partite in Coppa Italia e 33 partite in Serie B, andando a segno 5 volte.
Nell'estate del 2013 passa in prestito all'Empoli, sempre nella serie cadetta dove, con 19 presenze, contribuisce alla promozione della squadra toscana in Serie A.
Il 29 luglio 2014 passa alla Pro Vercelli, in prestito con diritto di riscatto e controriscatto. Il 2 febbraio 2015 la Pro Vercelli comunica l'acquisto della seconda metà del cartellino dalla Juventus con prolungamento del contratto di altri 3 anni. Segna la sua prima rete in maglia biancocrociata tre settimane più tardi il 21 febbraio, nella partita persa per 3-2 in trasferta contro il Frosinone. L'8 ottobre 2017 sigla la sua prima doppietta con i piemontesi nella vittoria esterna per 5-1 contro il Perugia. 
Il 6 luglio 2018 viene tesserato dalla Salernitana ma già il 31 gennaio 2019, dopo 16 presenze e 1 gol, viene ceduto alla Ternana, squadra di Serie C, in uno scambio con il difensore uruguayano Walter López. Il 6 agosto 2019 passa in prestito con diritto di riscatto al Padova. Tre settimane più tardi, segna la sua prima rete con la maglia biancoscudata, all'esordio in campionato, nella vittoria in trasferta per 3-1 contro la Virtus Verona; con la squadra patavina, segna nuovamente per due volte consecutive nelle due partite successive partite.
Il 22 agosto 2020 si trasferisce, a titolo temporaneo biennale, al Modena. Il 22 gennaio 2022 termina anzitempo la sua permanenza a Modena tornando alla Salernitana, che lo cede a titolo definitivo al Piacenza. Gioca da titolare il girone di ritorno con la squadra emiliana, che si qualifica ai play-off; al termine della stagione, non viene riconfermato.
Nell'estate del 2022, Castiglia si trasferisce all'Arezzo, scendendo in Serie D. Lungo il campionato, ottiene con la squadra la vittoria del girone E e la conseguente promozione in Serie C. Lasciato l'Arezzo nell'estate del 2024, torna in Serie D con la maglia dei liguri della Cairese, neopromossi in questa categoria, ottenendo la salvezza ai play-out.

## Statistiche

### Presenze e reti nei club
Statistiche aggiornate all'11 agosto 2025.
| Stagione            | Squadra             | Campionato          | Campionato | Campionato | Coppe nazionali | Coppe nazionali | Coppe nazionali | Coppe continentali | Coppe continentali | Coppe continentali | Altre coppe | Altre coppe | Altre coppe | Totale | Totale |
| Stagione            | Squadra             | Comp                | Pres       | Reti       | Comp            | Pres            | Reti            | Comp               | Pres               | Reti               | Comp        | Pres        | Reti        | Pres   | Reti   |
| ------------------- | ------------------- | ------------------- | ---------- | ---------- | --------------- | --------------- | --------------- | ------------------ | ------------------ | ------------------ | ----------- | ----------- | ----------- | ------ | ------ |
| 2007-2008           | Juventus            | A                   | 2          | 0          | CI              | 0               | 0               | -                  | -                  | -                  | -           | -           | -           | 2      | 0      |
| 2008-2009           | Juventus            | A                   | 0          | 0          | CI              | 0               | 0               | UCL                | 1                  | 0                  | -           | -           | -           | 1      | 0      |
| Totale Juventus     | Totale Juventus     | Totale Juventus     | 2          | 0          |                 | 0               | 0               |                    | 1                  | 0                  |             | -           | -           | 3      | 0      |
| 2009-gen. 2010      | Cesena              | B                   | 1          | 0          | CI              | 1               | 0               | -                  | -                  | -                  | -           | -           | -           | 2      | 0      |
| gen.-giu. 2010      | Reggiana            | 1D                  | 8+1        | 0          | CI+CI-LP        | 0+0             | 0               | -                  | -                  | -                  | -           | -           | -           | 9      | 0      |
| 2010-2011           | Viareggio           | 1D                  | 30+1       | 2          | CI-LP           | 4               | 0               | -                  | -                  | -                  | -           | -           | -           | 35     | 2      |
| 2011-2012           | SPAL                | 1D                  | 22         | 2          | CI-LP           | 2               | 0               | -                  | -                  | -                  | -           | -           | -           | 24     | 2      |
| 2012-2013           | Vicenza             | B                   | 33         | 5          | CI              | 2               | 0               | -                  | -                  | -                  | -           | -           | -           | 35     | 5      |
| 2013-2014           | Empoli              | B                   | 19         | 0          | CI              | 0               | 0               | -                  | -                  | -                  | -           | -           | -           | 19     | 0      |
| 2014-2015           | Pro Vercelli        | B                   | 32         | 1          | CI              | 0               | 0               | -                  | -                  | -                  | -           | -           | -           | 32     | 1      |
| 2015-2016           | Pro Vercelli        | B                   | 30         | 5          | CI              | 1               | 0               | -                  | -                  | -                  | -           | -           | -           | 31     | 5      |
| 2016-2017           | Pro Vercelli        | B                   | 23         | 0          | CI              | 2               | 0               | -                  | -                  | -                  | -           | -           | -           | 25     | 0      |
| 2017-2018           | Pro Vercelli        | B                   | 36         | 9          | CI              | 1               | 0               | -                  | -                  | -                  | -           | -           | -           | 37     | 9      |
| Totale Pro Vercelli | Totale Pro Vercelli | Totale Pro Vercelli | 121        | 16         |                 | 4               | 0               |                    | -                  | -                  |             | -           | -           | 125    | 16     |
| 2018-gen. 2019      | Salernitana         | B                   | 16         | 1          | CI              | 2               | 1               | -                  | -                  | -                  | -           | -           | -           | 18     | 2      |
| gen.-giu. 2019      | Ternana             | C                   | 9          | 0          | CI+CI-C         | 0+0             | 0               | -                  | -                  | -                  | -           | -           | -           | 9      | 0      |
| 2019-2020           | Padova              | C                   | 20+2       | 4          | CI+CI-C         | 1+1             | 0               | -                  | -                  | -                  | -           | -           | -           | 24     | 4      |
| 2020-2021           | Modena              | C                   | 33+2       | 4          | CI              | 1               | 0               | -                  | -                  | -                  | -           | -           | -           | 36     | 4      |
| 2021-gen. 2022      | Modena              | C                   | 1          | 0          | CI-C            | 1               | 0               | -                  | -                  | -                  | -           | -           | -           | 2      | 0      |
| Totale Modena       | Totale Modena       | Totale Modena       | 34+2       | 4          |                 | 2               | 0               |                    | -                  | -                  |             | -           | -           | 38     | 4      |
| gen.-giu. 2022      | Piacenza            | C                   | 16+1       | 0          | CI-C            | -               | -               | -                  | -                  | -                  | -           | -           | -           | 17     | 0      |
| 2022-2023           | Arezzo              | D                   | 32+2       | 8          | CID             | 2               | 0               | -                  | -                  | -                  | -           | -           | -           | 36     | 8      |
| 2023-2024           | Arezzo              | C                   | 14+1       | 0          | CI-C            | 1               | 1               | -                  | -                  | -                  | -           | -           | -           | 16     | 1      |
| Totale Arezzo       | Totale Arezzo       | Totale Arezzo       | 46+3       | 8          |                 | 3               | 1               |                    | -                  | -                  |             | -           | -           | 52     | 9      |
| 2024-2025           | Cairese             | D                   | 31+1       | 2          | CI-D            | 1               | 0               | -                  | -                  | -                  | -           | -           | -           | 33     | 2      |
| Totale carriera     | Totale carriera     | Totale carriera     | 408+11     | 43         |                 | 23              | 2               |                    | 1                  | 0                  |             | -           | -           | 443    | 45     |

## Palmarès

### Club

#### Competizioni giovanili
- Campionato Primavera: 1

Juventus: 2005-2006
- Supercoppa Primavera: 2

Juventus: 2006, 2007
- Torneo di Viareggio: 1

Juventus: 2009

#### Competizioni nazionali
- Serie D: 1

Arezzo: 2022-2023 (girone E)